# Elisiário Antônio dos Santos
Elisiário Antônio dos Santos, primeiro e único barão de Angra, (Lisboa, 15 de março de 1806 — Rio de Janeiro, 27 de setembro de 1883) foi um militar brasileiro e maçom, tendo alcançado o posto de almirante da Marinha e conselheiro de guerra.

## Carreira
Tomou parte em batalhas da Guerra da independência, como tenente, ao lado do futuro barão de Ladário. Na Guerra do Paraguai comandou a fragata a vapor Amazonas, que seria o principal vaso de guerra do seu colega Francisco Manuel Barroso da Silva. Foi também chefe do estado-maior da esquadra em operações no Paraguai, chefe de divisão e encarregado do Quartel General da Marinha.
Escreveu alguns livros técnicos sobre navegação, entre os quais Dicionário de Termos Náuticos (também chamado Dicionário Marítimo Brasileiro).
Filho dos portugueses Manuel José dos Santos e Maria da Piedade, cujo nome foi utilizado para batizar o bairro da Piedade, no Rio de Janeiro, então Parada da Gamba, pois era ela a administradora do trecho que por ali passava da Estrada de Ferro Central do Brasil, haja vista que o seu filho era diretor do empreendimento (1872-1873). Foi casado com Henriqueta Bebiana de Castro e depois com a sua cunhada Adelaide Bibiana de Castro, irmã da esposa anterior.

## Títulos nobiliárquicos e honrarias

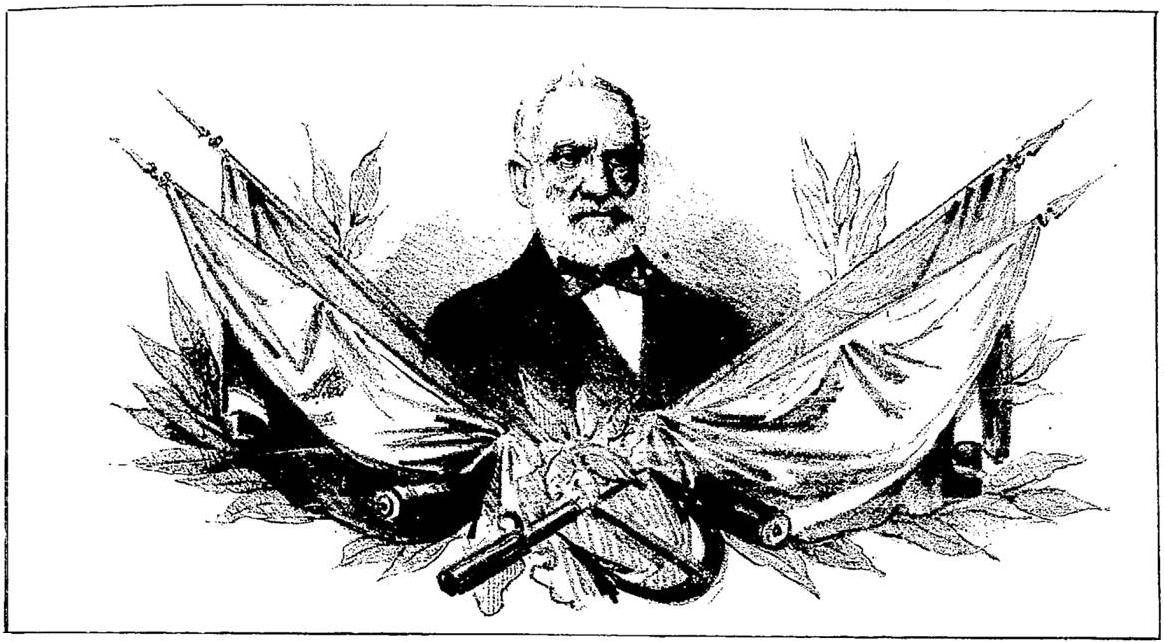
Elisiário Antônio dos Santos

- Cavaleiro da Imperial Ordem da Rosa (1860) e da Imperial Ordem de São Bento de Avis (1843), além de dignitário da Imperial Ordem do Cruzeiro (1844).
- Barão de Angra, título conferido por decreto imperial em 17 de maio de 1871.
- Grande Oficial da Ordem da Coroa da Itália (1877).
- Grã-Gruz da Ordem de São Bento de Aviz (1877).[2]